# Các quốc gia Bắc, Trung Mỹ và Caribe tại Giải vô địch bóng đá thế giới
Bóng đá là môn thể thao phổ biến nhất ở hầu hết các quốc gia Bắc, Trung Mỹ và Caribe. 11 thành viên của Liên đoàn bóng đá Bắc, Trung Mỹ và Caribe (CONCACAF) đã thi đấu tại sự kiện bóng đá lớn nhất hành tinh, giải vô địch bóng đá thế giới của nam giới.

## Tổng quan
|         | 1930 (13) | 1934 (16) | 1938 (15) | 1950 (13) | 1954 (16) | 1958 (16) | 1962 (16) | 1966 (16) | 1970 (16) | 1974 (16) | 1978 (16) | 1982 (24) | 1986 (24) | 1990 (24) | 1994 (24) | 1998 (32) | 2002 (32) | 2006 (32) | 2010 (32) | 2014 (32) | 2018 (32) | 2022 (32) | 2026 (48) | Tổng số |
| ------- | --------- | --------- | --------- | --------- | --------- | --------- | --------- | --------- | --------- | --------- | --------- | --------- | --------- | --------- | --------- | --------- | --------- | --------- | --------- | --------- | --------- | --------- | --------- | ------- |
| Các đội | 2         | 1         | 1         | 2         | 1         | 1         | 1         | 1         | 2         | 1         | 1         | 2         | 2         | 2         | 2         | 3         | 3         | 4         | 3         | 4         | 3         | 4         |           | 46      |
| Tốp 16  | —         | —         | —         | —         | —         | —         | —         | —         | —         | —         | —         | 0         | 1         | 1         | 2         | 1         | 2         | 1         | 2         | 3         | 1         | 1         |           | 15      |
| Tốp 8   | —         | 0         | 1         | —         | 0         | 0         | 0         | 0         | 1         | 0         | 0         | 0         | 1         | 0         | 0         | 0         | 1         | 0         | 0         | 1         | 0         | 0         |           | 5       |
| Tốp 4   | 1         | 0         | 0         | 0         | 0         | 0         | 0         | 0         | 0         | 0         | 0         | 0         | 0         | 0         | 0         | 0         | 0         | 0         | 0         | 0         | 0         | 0         |           | 1       |
| Tốp 2   | 0         | 0         | 0         | 0         | 0         | 0         | 0         | 0         | 0         | 0         | 0         | 0         | 0         | 0         | 0         | 0         | 0         | 0         | 0         | 0         | 0         | 0         |           | 0       |
| Vô địch |           |           |           |           |           |           |           |           |           |           |           |           |           |           |           |           |           |           |           |           |           |           |           | 0       |
| Á quân  |           |           |           |           |           |           |           |           |           |           |           |           |           |           |           |           |           |           |           |           |           |           |           | 0       |
| Hạng ba | Hoa Kỳ    |           |           |           |           |           |           |           |           |           |           |           |           |           |           |           |           |           |           |           |           |           |           | 1       |
| Hạng tư |           |           |           |           |           |           |           |           |           |           |           |           |           |           |           |           |           |           |           |           |           |           |           | 0       |

| Quốc gia           | #  | Các năm                                                                                              | Kết quả tốt nhất |
| ------------------ | -- | --- | ---------------- |
| México             | 17 | 1930, 1950, 1954, 1958, 1962, 1966, 1970, 1978, 1986, 1994, 1998, 2002, 2006, 2010, 2014, 2018, 2022 | Tứ kết           |
| Hoa Kỳ             | 11 | 1930, 1934, 1950, 1990, 1994, 1998, 2002, 2006, 2010, 2014, 2022                                     | Hạng ba          |
| Costa Rica         | 6  | 1990, 2002, 2006, 2014, 2018, 2022                                                                   | Tứ kết           |
| Honduras           | 3  | 1982, 2010, 2014                                                                                     | Vòng 1           |
| Canada             | 2  | 1986, 2022                                                                                           | Vòng 1           |
| El Salvador        | 2  | 1970, 1982                                                                                           | Vòng 1           |
| Cuba               | 1  | 1938                                                                                                 | Tứ kết           |
| Haiti              | 1  | 1974                                                                                                 | Vòng 1           |
| Jamaica            | 1  | 1998                                                                                                 | Vòng 1           |
| Trinidad và Tobago | 1  | 2006                                                                                                 | Vòng 1           |
| Panamá             | 1  | 2018                                                                                                 | Vòng 1           |

## Các kết quả

### Kết thúc nhiều nhất trong tốp 4
| Đội tuyển | # | Kết thúc tốp 4 |
| --------- | - | -------------- |
| Hoa Kỳ    | 1 | 1930           |

### Kết quả đội tuyển theo giải đấu
Chú thích
| - 1st — Vô địch - 2nd — Á quân - 3rd — Hạng ba - 4th — Hạng tư - QF — Tứ kết (1934–1938, 1954–1970 và 1986–đến nay: vòng đấu loại trực tiếp vòng 8 đội) - R2 — Vòng 2 (1974–1978, vòng bảng thứ 2, tốp 8; 1982: vòng bảng thứ 2, tốp 12; 1986–đến nay: vòng đấu loại trực tiếp vòng 16 đội) - R1 — Vòng 1 | - Q — Vượt qua vòng loại cho giải đấu sắp tới - •• — Vượt qua vòng loại nhưng rút lui - • — Không vượt qua vòng loại - × — Không tham dự / Rút lui / Bị cấm - — Chủ nhà - — Không liên kết với FIFA |

Xếp hạng đội tuyển trong mỗi giải đấu là theo FIFA. Bảng xếp hạng, ngoài 4 vị trí hàng đầu (2 vị trí cao nhất năm 1930), không phải là kết quả của sự cạnh tranh trực tiếp giữa các đội; thay vào đó, các đội bị loại trong cùng vòng được xếp hạng theo kết quả đầy đủ của họ trong giải đấu. Trong các giải đấu gần đây, FIFA đã sử dụng bảng xếp hạng hạt giống cho lễ bốc thăm vòng chung kết.
Đối với mỗi giải đấu, số lượng đội tuyển trong mỗi vòng chung kết (trong dấu ngoặc đơn) được hiển thị.
| Đội tuyển          | 1930 (13) | 1934 (16) | 1938 (15) | 1950 (13) | 1954 (16) | 1958 (16) | 1962 (16) | 1966 (16) | 1970 (16) | 1974 (16) | 1978 (16) | 1982 (24) | 1986 (24) | 1990 (24) | 1994 (24) | 1998 (32) | 2002 (32) | 2006 (32) | 2010 (32) | 2014 (32) | 2018 (32) | 2022 (32) | 2026 (48) | Tổng số | Qual. Comp. |
| ------------------ | --------- | --------- | --------- | --------- | --------- | --------- | --------- | --------- | --------- | --------- | --------- | --------- | --------- | --------- | --------- | --------- | --------- | --------- | --------- | --------- | --------- | --------- | --------- | ------- | ----------- |
| Canada             | ×         | ×         | ×         | ×         | ×         | •         | ×         | ×         | •         | •         | •         | •         | R1 24th   | •         | •         | •         | •         | •         | •         | •         | •         | R1 31st   |           | 2       | 15          |
| Cuba               | ×         | •         | QF 8th    | •         | ×         | ×         | ×         | •         | ×         | ×         | •         | •         | ×         | •         | ×         | •         | •         | •         | •         | •         | •         | •         |           | 1       | 13          |
| Costa Rica         | ×         | ×         | ×         | ×         | ×         | •         | •         | •         | •         | •         | •         | •         | •         | R2 13th   | •         | •         | R1 19th   | R1 31st   | •         | QF 8th    | R1 29th   | R1 27th   |           | 6       | 17          |
| El Salvador        |           |           |           | ×         | ×         | ×         | ×         | ×         | R1 16th   | •         | •         | R1 24th   | •         | •         | •         | •         | •         | •         | •         | •         | •         | •         |           | 2       | 13          |
| Haiti              |           | •         | ×         | ×         | •         | ×         | ×         | ×         | •         | R1 15th   | •         | •         | •         | ×         | •         | •         | •         | •         | •         | •         | •         | •         |           | 1       | 14          |
| Honduras           |           |           |           |           | ×         | ×         | •         | •         | •         | •         | ×         | R1 18th   | •         | •         | •         | •         | •         | •         | R1 30th   | R1 31st   | •         | •         |           | 3       | 14          |
| Jamaica            |           |           |           |           |           |           | ×         | •         | •         | ×         | •         | ×         | ×         | •         | •         | R1 22nd   | •         | •         | •         | •         | •         | •         |           | 1       | 11          |
| México             | R1 13th   | •         | ×         | R1 12th   | R1 13th   | R1 16th   | R1 11th   | R1 12th   | QF 6th    | •         | R1 16th   | •         | QF 6th    | ×         | R2 13th   | R2 13th   | R2 11th   | R2 15th   | R2 14th   | R2 10th   | R2 12th   | R1 22nd   |           | 17      | 20          |
| Panamá             |           |           | ×         | ×         | ×         | ×         | ×         | ×         | ×         | ×         | •         | •         | •         | •         | •         | •         | •         | •         | •         | •         | R1 32nd   | •         |           | 1       | 11          |
| Trinidad và Tobago |           |           |           |           |           |           |           | •         | •         | •         | •         | •         | •         | •         | •         | •         | •         | R1 27th   | •         | •         | •         | •         |           | 1       | 14          |
| Hoa Kỳ             | 3rd       | R1 16th   | ×         | R1 10th   | •         | •         | •         | •         | •         | •         | •         | •         | •         | R1 23rd   | R2 14th   | R1 32nd   | QF 8th    | R1 25th   | R2 12th   | R2 15th   | •         | R2 14th   |           | 11      | 21          |

### Bảng xếp hạng giải đấu
| Đội tuyển  | Vô địch | Chung kết | Bán kết | Tứ kết | Vòng 2 |
| ---------- | ------- | --------- | ------- | ------ | ------ |
| Hoa Kỳ     | 0       | 0         | 1       | 1      | 5      |
| México     | 0       | 0         | 0       | 2      | 8      |
| Costa Rica | 0       | 0         | 0       | 1      | 2      |
| Cuba       | 0       | 0         | 0       | 1      | 0      |

- Tứ kết = vòng đấu loại trực tiếp vòng 8 đội: 1934–1938, 1954–1970 và 1986–đến nay; vòng bảng thứ 2, tốp 8: 1974–1978
- Vòng 2 = vòng bảng thứ 2, tốp 12: 1982; vòng đấu loại trực tiếp vòng 16 đội: 1986–đến nay

### Kỷ lục đội tuyển tổng thể
Theo quy ước thống kê trong bóng đá, các trận đấu được quyết định trong hiệp phụ được tính là trận thắng và trận thua, trong khi các trận đấu được quyết định bằng loạt sút luân lưu được tính là trận hòa. 3 điểm mỗi trận thắng, 1 điểm mỗi trận hòa và 0 điểm mỗi trận thua.
Tính đến World Cup 2022
| Đội tuyển          | ST | T  | H  | B  | BT | BB  | HS  | Điểm | Cầu thủ ghi bàn hàng đầu           |
| ------------------ | -- | -- | -- | -- | -- | --- | --- | ---- | ---------------------------------- |
| México             | 60 | 17 | 15 | 28 | 62 | 101 | -39 | 66   | L. Hernández 4 J. Hernández 4      |
| Hoa Kỳ             | 37 | 9  | 8  | 20 | 40 | 66  | -26 | 35   | L. Donovan 5                       |
| Costa Rica         | 21 | 6  | 5  | 10 | 22 | 39  | -17 | 23   | P. Wanchope 3 R. Gomez 3           |
| Cuba               | 3  | 1  | 1  | 1  | 5  | 12  | -7  | 4    | H. Socorro 2                       |
| Jamaica            | 3  | 1  | 0  | 2  | 3  | 9   | -6  | 3    | T. Whitmore 2                      |
| Honduras           | 9  | 0  | 3  | 6  | 3  | 14  | -11 | 3    | H. Zelaya 1 E. Laing 1 C. Costly 1 |
| Trinidad và Tobago | 3  | 0  | 1  | 2  | 0  | 4   | -4  | 1    |                                    |
| Canada             | 6  | 0  | 0  | 6  | 2  | 12  | -10 | 0    | A. Davies 1                        |
| El Salvador        | 6  | 0  | 0  | 6  | 1  | 22  | -21 | 0    | L. Ramírez 1                       |
| Panamá             | 3  | 0  | 0  | 3  | 2  | 11  | -9  | 0    | F. Baloy 1                         |
| Haiti              | 3  | 0  | 0  | 3  | 2  | 14  | -12 | 0    | E. Sanon 2                         |

## Tham dự

### Xếp hạng của các đội tuyển theo số lần tham dự
| Đội tuyển          | Tham dự | Chuỗi kỷ lục | Chuỗi hoạt động | Lần đầu | Lần gần đây nhất | Kết quả tốt nhất (* = chủ nhà) |
| ------------------ | ------- | ------------ | --------------- | ------- | ---------------- | ------------------------------ |
| México             | 17      | 8            | 8               | 1930    | 2022             | Tứ kết (1970*, 1986*)          |
| Hoa Kỳ             | 11      | 7            | 1               | 1930    | 2022             | Hạng ba (1930)                 |
| Costa Rica         | 6       | 3            | 3               | 1990    | 2022             | Tứ kết (2014)                  |
| Honduras           | 3       | 2            | 0               | 1982    | 2014             | Vòng 1                         |
| Canada             | 2       | 1            | 1               | 1986    | 2022             | Vòng 1                         |
| El Salvador        | 2       | 1            | 0               | 1970    | 1982             | Vòng 1                         |
| Cuba               | 1       | 1            | 0               | 1938    | 1938             | Tứ kết (1938)                  |
| Haiti              | 1       | 1            | 0               | 1974    | 1974             | Vòng 1                         |
| Jamaica            | 1       | 1            | 0               | 1998    | 1998             | Vòng 1                         |
| Trinidad và Tobago | 1       | 1            | 0               | 2006    | 2006             | Vòng 1                         |
| Panamá             | 1       | 1            | 1               | 2018    | 2018             | Vòng 1                         |

### Các đội tuyển lần đầu
Mỗi kỳ Cúp thế giới liên tiếp đã có ít nhất một đội tuyển tham gia lần đầu tiên. Bảng này cho thấy các hiệp hội quốc gia theo thứ tự bảng chữ cái mỗi năm.
| Năm     | Các đội tuyển lần đầu | Tổng số |
| ------- | --------------------- | ------- |
| 1930    | México, Hoa Kỳ        | 2       |
| 1934    |                       | 0       |
| 1938    | Cuba                  | 1       |
| 1950    |                       | 0       |
| 1954    |                       | 0       |
| 1958    |                       | 0       |
| 1962    |                       | 0       |
| 1966    |                       | 0       |
| 1970    | El Salvador           | 1       |
| 1974    | Haiti                 | 1       |
| 1978    |                       | 0       |
| 1982    | Honduras              | 1       |
| 1986    | Canada                | 1       |
| 1990    | Costa Rica            | 1       |
| 1994    |                       | 0       |
| 1998    | Jamaica               | 1       |
| 2002    |                       | 0       |
| 2006    | Trinidad và Tobago    | 1       |
| 2010    |                       | 0       |
| 2014    |                       | 0       |
| 2018    | Panamá                | 1       |
| 2022    |                       | 0       |
| Tổng số |                       | 11      |

## Tóm tắt thành tích
Bảng này cho biết số lượng quốc gia được đại diện tại World Cup, số lượng mục nhập (#E) từ khắp nơi trên thế giới bao gồm mọi khoản từ chối và rút lui, số lượng mục nhập Bắc, Trung Mỹ và Caribe (#A), số lượng các mục nhập Bắc, Trung Mỹ và Caribe đã rút lui (#A-) trước/trong khi vòng loại hoặc bị FIFA từ chối, đại diện Bắc, Trung Mỹ và Caribe tại vòng chung kết World Cup, số lượng vòng loại World Cup mà mỗi đại diện Bắc, Trung Mỹ và Caribe phải thi đấu để đến World Cup (#WCQ), giai đoạn xa nhất đạt được, kết quả và huấn luyện viên.

| Năm  | Chủ nhà             | Số đội | #E  | #A | #A- | Các đội Bắc, Trung Mỹ và Caribe tham dự | #WCQ | Giai đoạn     | Kết quả | Huấn luyện viên          |
| ---- | ------------------- | ------ | --- | -- | --- | --------------------------------------- | ---- | ------------- | --- | ------------------------ |
| 1930 | Uruguay             | 13     | 13  | 2  | 0   | México                                  | 0    | Vòng 1        | thua 1–4 Pháp, thua 0–3 Chile, thua 3–6 Argentina                                                                             | Juan Luque de Serralonga |
| 1930 | Uruguay             | 13     | 13  | 2  | 0   | Hoa Kỳ                                  | 0    | Tranh hạng ba | thắng 3–0 Bỉ, thắng 3–0 Paraguay · Bán kết: thua 1–6 Argentina                                                                | Robert Millar            |
| 1934 | Ý                   | 16     | 32  | 4  | 0   | Hoa Kỳ                                  | 1    | Vòng 1        | thua 1–7 Ý | David Gould              |
| 1938 | Pháp                | 15     | 34  | 5  | 4   | Cuba                                    | 0    | Tứ kết        | hòa 3–3 (h.p.) România, trận đá lại thắng 2–1 România · Tứ kết: thua 0–8 Thụy Điển                                            | José Tapia               |
| 1950 | Brasil              | 15     | 34  | 3  | 0   | México                                  | 4    | Vòng 1        | thua 0–4 Brasil, thua 1–4 Nam Tư, thua 1–2 Thụy Sĩ                                                                            | Octavio Vial             |
| 1950 | Brasil              | 15     | 34  | 3  | 0   | Hoa Kỳ                                  | 4    | Vòng 1        | thua 1–3 Tây Ban Nha, thắng 1–0 Anh, thua 2–5 Chile                                                                           | William Jeffrey          |
| 1954 | Thụy Sĩ             | 16     | 45  | 3  | 0   | México                                  | 4    | Vòng 1        | thua 0–5 Brasil, thua 2–3 Pháp                                                                                                | Antonio López Herranz    |
| 1958 | Thụy Điển           | 16     | 55  | 6  | 0   | México                                  | 6    | Vòng 1        | thua 0–3 Thụy Điển, hòa 1–1 Wales, thua 0–4 Hungary                                                                           | Antonio López Herranz    |
| 1962 | Chile               | 16     | 56  | 8  | 1   | México                                  | 6    | Vòng 1        | thua 0–2 Brasil, thua 0–1 Tây Ban Nha, thắng 3–1 Tiệp Khắc                                                                    | Ignacio Tréllez          |
| 1966 | Anh                 | 16     | 74  | 9  | 0   | México                                  | 4    | Vòng 1        | hòa 1–1 Pháp, thua 0–2 Anh, hòa 0–0 Uruguay                                                                                   | Ignacio Tréllez          |
| 1970 | México              | 16     | 75  | 12 | 0   | México                                  | 0    | Tứ kết        | hòa 0–0 Liên Xô, thắng 4–0 El Salvador, thắng 1–0 Bỉ · Tứ kết: thua 1–4 Ý                                                     | Raúl Cárdenas            |
| 1970 | México              | 16     | 75  | 12 | 0   | El Salvador                             | 8    | Vòng 1        | thua 0–3 Bỉ, thua 0–4 México, thua 0–2 Liên Xô                                                                                | Hernán Carrasco Vivanco  |
| 1974 | Tây Đức             | 16     | 99  | 14 | 1   | Haiti                                   | 7    | Vòng 1        | thua 1–3 Ý, thua 0–7 Ba Lan, thua 1–4 Argentina                                                                               | Antoine Tassy            |
| 1978 | Argentina           | 16     | 107 | 16 | 0   | México                                  | 9    | Vòng 1        | thua 1–3 Tunisia, thua 0–6 Tây Đức, thua 1–3 Ba Lan                                                                           | José Antonio Roca        |
| 1982 | Tây Ban Nha         | 24     | 109 | 15 | 0   | Honduras                                | 13   | Vòng 1        | hòa 1–1 Tây Ban Nha, hòa 1–1 Bắc Ireland, thua 0–1 Nam Tư                                                                     | José de la Paz Herrera   |
| 1982 | Tây Ban Nha         | 24     | 109 | 15 | 0   | El Salvador                             | 13   | Vòng 1        | thua 1–10 Hungary, thua 0–1 Bỉ, thua 0–2 Argentina                                                                            | Pipo Rodríguez           |
| 1986 | México              | 24     | 121 | 16 | 3   | México                                  | 0    | Tứ kết        | thắng 2–1 Bỉ, hòa 1–1 Paraguay, thắng 1–0 Iraq · Vòng 16 đội: thắng 2–0 Bulgaria · Tứ kết: thua 0–0 (ph.đ. 1–4) Tây Đức       | Bora Milutinović         |
| 1986 | México              | 24     | 121 | 16 | 3   | Canada                                  | 8    | Vòng 1        | thua 0–1 Pháp, thua 0–2 Hungary, thua 0–2 Liên Xô                                                                             | Tony Waiters             |
| 1990 | Ý                   | 24     | 116 | 16 | 2   | Costa Rica                              | 10   | Vòng 16 đội   | thắng 1–0 Scotland, thua 0–1 Brasil, thắng 2–1 Thụy Điển · Vòng 16 đội: thua 1–4 Tiệp Khắc                                    | Bora Milutinović         |
| 1990 | Ý                   | 24     | 116 | 16 | 2   | Hoa Kỳ                                  | 10   | Vòng 1        | thua 1–5 Tiệp Khắc, thua 0–1 Ý, thua 1–2 Áo                                                                                   | Bob Gansler              |
| 1994 | Hoa Kỳ              | 24     | 147 | 23 | 1   | México                                  | 12   | Vòng 16 đội   | thua 0–1 Na Uy, thắng 2–1 Cộng hòa Ireland, hòa 1–1 Ý · Vòng 16 đội: thua 1–1 (ph.đ. 1–3) Bulgaria                            | Miguel Mejía Barón       |
| 1994 | Hoa Kỳ              | 24     | 147 | 23 | 1   | Hoa Kỳ                                  | 0    | Vòng 16 đội   | hòa 1–1 Thụy Sĩ, thắng 2–1 Colombia, thua 0–1 România · Vòng 16 đội: thua 0–1 Brasil                                          | Bora Milutinović         |
| 1998 | Pháp                | 32     | 174 | 30 | 1   | México                                  | 16   | Vòng 16 đội   | thắng 3–1 Hàn Quốc, hòa 2–2 Bỉ, hòa 2–2 Hà Lan · Vòng 16 đội: thua 1–2 Đức                                                    | Manuel Lapuente          |
| 1998 | Pháp                | 32     | 174 | 30 | 1   | Jamaica                                 | 20   | Vòng 1        | thua 0–1 Croatia, thua 0–5 Argentina, thắng 2–1 Nhật Bản                                                                      | Renê Simões              |
| 1998 | Pháp                | 32     | 174 | 30 | 1   | Hoa Kỳ                                  | 16   | Vòng 1        | thua 0–2 Đức, thua 1–2 Iran, thua 0–1 FR Yugoslavia                                                                           | Steve Sampson            |
| 2002 | Hàn Quốc & Nhật Bản | 32     | 199 | 35 | 1   | Costa Rica                              | 17   | Vòng 1        | thắng 2–0 Trung Quốc, hòa 1–1 Thổ Nhĩ Kỳ, thua 2–5 Brasil                                                                     | Alexandre Guimarães      |
| 2002 | Hàn Quốc & Nhật Bản | 32     | 199 | 35 | 1   | México                                  | 16   | Vòng 16 đội   | thắng 1–0 Croatia, thắng 2–1 Ecuador, hòa 1–1 Ý · Vòng 16 đội: thua 0–2 Hoa Kỳ                                                | Javier Aguirre           |
| 2002 | Hàn Quốc & Nhật Bản | 32     | 199 | 35 | 1   | Hoa Kỳ                                  | 16   | Tứ kết        | thắng 3–2 Bồ Đào Nha, hòa 1–1 Hàn Quốc, thua 1–3 Ba Lan · Vòng 16 đội: thắng 2–0 México · Tứ kết: thua 0–1 Đức                | Bruce Arena              |
| 2006 | Đức                 | 32     | 197 | 35 | 1   | Costa Rica                              | 18   | Vòng 1        | thua 2–4 Đức, thua 0–3 Ecuador, thua 1–2 Ba Lan                                                                               | Alexandre Guimarães      |
| 2006 | Đức                 | 32     | 197 | 35 | 1   | Trinidad và Tobago                      | 20   | Vòng 1        | hòa 1–1 Thụy Điển, thua 0–2 Anh, thua 0–2 Paraguay                                                                            | Leo Beenhakker           |
| 2006 | Đức                 | 32     | 197 | 35 | 1   | México                                  | 18   | Vòng 16 đội   | thắng 3–1 Iran, hòa 0–0 Angola, thua 1–2 Bồ Đào Nha · Vòng 16 đội: thua 1–2 (h.p.) Argentina                                  | Ricardo Lavolpe          |
| 2006 | Đức                 | 32     | 197 | 35 | 1   | Hoa Kỳ                                  | 18   | Vòng 1        | thua 0–3 Séc, hòa 1–1 Ý, thua 1–2 Ghana                                                                                       | Bruce Arena              |
| 2010 | Nam Phi             | 32     | 205 | 35 | 0   | Honduras                                | 18   | Vòng 1        | thua 0–1 Chile, thua 0–2 Tây Ban Nha, hòa 0–0 Thụy Sĩ                                                                         | Reinaldo Rueda           |
| 2010 | Nam Phi             | 32     | 205 | 35 | 0   | México                                  | 18   | Vòng 16 đội   | hòa 1–1 Nam Phi, thắng 2–0 Pháp, thua 0–1 Uruguay · Vòng 16 đội: thua 1–3 Argentina                                           | Javier Aguirre           |
| 2010 | Nam Phi             | 32     | 205 | 35 | 0   | Hoa Kỳ                                  | 18   | Vòng 16 đội   | hòa 1–1 Anh, hòa 2–2 Slovenia, thắng 1–0 Algérie · Vòng 16 đội: thua 1–2 (h.p.) Ghana                                         | Bob Bradley              |
| 2014 | Brasil              | 32     | 203 | 35 | 1   | Costa Rica                              | 16   | Tứ kết        | thắng 3–1 Uruguay, thắng 1–0 Ý, hòa 0–0 Anh · Vòng 16 đội: thắng 1–1 (ph.đ. 5–3) Hy Lạp · Tứ kết: thua 0–0 (ph.đ. 3–4) Hà Lan | Jorge Luis Pinto         |
| 2014 | Brasil              | 32     | 203 | 35 | 1   | Honduras                                | 16   | Vòng 1        | thua 0–3 Pháp, thua 1–2 Ecuador, thua 0–3 Thụy Sĩ                                                                             | Luis Fernando Suárez     |
| 2014 | Brasil              | 32     | 203 | 35 | 1   | Hoa Kỳ                                  | 16   | Vòng 16 đội   | thắng 2–0 Ghana, hòa 2–2 Bồ Đào Nha, thua 0–1 Đức · Vòng 16 đội: thua 1–2 (h.p.) Bỉ                                           | Jürgen Klinsmann         |
| 2014 | Brasil              | 32     | 203 | 35 | 1   | México                                  | 18   | Vòng 16 đội   | thắng 1–0 Cameroon, hòa 0–0 Brasil, thắng 3–1 Croatia · Vòng 16 đội: thua 1–2 Hà Lan                                          | Miguel Herrera           |
| 2018 | Nga                 | 32     | 210 | 35 | 0   | Costa Rica                              | 16   | Vòng 1        | thua 0–1 Serbia, thua 0–2 Brasil, hòa 2–2 Thụy Sĩ                                                                             | Óscar Ramírez            |
| 2018 | Nga                 | 32     | 210 | 35 | 0   | México                                  | 16   | Vòng 16 đội   | thắng 1–0 Đức, thắng 2–1 Hàn Quốc, thua 0–3 Thụy Điển · Vòng 16 đội: thua 0–2 Brasil                                          | Juan Carlos Osorio       |
| 2018 | Nga                 | 32     | 210 | 35 | 0   | Panamá                                  | 16   | Vòng 1        | thua 0–3 Bỉ, thua 1–6 Anh, thua 1–2 Tunisia                                                                                   | Hernán Darío Gómez       |
| 2022 | Qatar               | 32     | 206 | 35 | 1   | Hoa Kỳ                                  | 14   | Vòng 16 đội   | hòa 1–1 Wales, hòa 0–0 Anh, thắng 1–0 Iran · Vòng 16 đội: thua 1–3 Hà Lan                                                     | Gregg Berhalter          |
| 2022 | Qatar               | 32     | 206 | 35 | 1   | México                                  | 14   | Vòng 1        | hòa 0–0 Ba Lan, thua 0–2 Argentina, thắng 2–1 Ả Rập Xê Út                                                                     | Gerardo Martino          |
| 2022 | Qatar               | 32     | 206 | 35 | 1   | Costa Rica                              | 15   | Vòng 1        | thua 0–7 Tây Ban Nha, thắng 1–0 Nhật Bản, thua 2–4 Đức                                                                        | Luis Fernando Suárez     |
| 2022 | Qatar               | 32     | 206 | 35 | 1   | Canada                                  | 20   | Vòng 1        | thua 0–1 Bỉ, thua 1–4 Croatia, thua 1–2 Maroc                                                                                 | John Herdman             |